# ماريا أسورمندي
ماريا أسورمندي (بالإسبانية: María Asurmendi)‏ مواليد 4 أبريل 1986 في بنبلونة، هي لاعبة كرة سلة إسبانية. بدأت مسيرتها الاحترافية في سنة 2004. تلعب في الدوري الإسباني لكرة السلة للسيدات كلاعب هجوم خلفي. وتحمل الرقم 10. يبلغ طولها 5 قدم 6 بوصة (1.7 م).

## الإنجازات
- الدوري الإسباني لكرة السلة للسيدات: (1)
  - 2015–16 مع نادي أفينيدا لكرة السلة للسيدات

## روابط خارجية
- ماريا أسورمندي على موقع كرة السلة الأوروبية.كوم (الإنجليزية)
- ماريا أسورمندي على موقع بروبوليرز (الإنجليزية)